# La Ville-ès-Nonais

La Ville-ès-Nonais este o comună în departamentul Ille-et-Vilaine, Franța. În 1 ianuarie 2022 avea o populație de 1.226 de locuitori.